# Marion Wohlrab
Marion Wohlrab (* 8. Juni 1974 in Pfaffenhofen) ist eine ehemalige deutsche Eisschnellläuferin.
Marion Wohlrab startete für den EC Pfaffenhofen und wurde von Markus Eicher trainiert. Sie erreichte ihre ersten Erfolge im Alter von 14 Jahren bei den Deutschen Meisterschaften 1988 in München, wo sie über 500 und 1000 Meter jeweils die Bronzemedaille gewann. Danach dauerte es bis zur Saison 1991/92, dass weitere Einsätze auf diesem Niveau folgten. Bei der Deutschen Meisterschaft im Sprintvierkampf in Inzell gewann sie 1992 hinter Christa Luding und Sabine Völker erneut Bronze. In der Saison 1997/98 debütierte sie im Eisschnelllauf-Weltcup, in der folgenden Saison bestritt sie in Berlin über 1500 Meter ihr erstes Rennen in der A-Gruppe, bei dem sie 17. wurde. 2001 erreichte sie in zwei an zwei aufeinander folgenden Tagen in Heerenveen über 1000 Meter als Neunte erste Platzierungen unter den besten Zehn im Weltcup. Ein Jahr später wurde sie in selber Stelle Achte und erreichte damit ihr bestes Ergebnis in der höchsten Rennserie. Bei den Eisschnelllauf-Einzelstreckenweltmeisterschaften 2000 in Nagano wurde Wohlrab 17. über 1000 Meter, bei den Eisschnelllauf-Sprintweltmeisterschaft 2000 in Seoul platzierte sie sich auf Rang 20. Ein Jahr später lief sie in Salt Lake City bei den Einzelstreckenweltmeisterschaften über 1500 Meter auf den 14. Platz und wurde in Inzell 15. der Sprintweltmeisterschaft. 2002 wurde Wohlrab Deutsche Meisterin im Sprintmehrkampf. Bei den Mehrkampf-Sprintweltmeisterschaften in Hamar wurde sie 22. Höhepunkt der Karriere wurden die Olympischen Winterspiele 2002 in Salt Lake City. Wohlrab kam auf drei Strecken, 500, 1000 und 1500 Meter zum Einsatz, und wurde 19., 21. und 22. In der Saison 2002/03 folgten noch mehrere Einsätze, nach der Saison beendete Wohlrab ihre Karriere.